# Црква Светог Димитрија у Крагујевцу
Црква Светог Димитрија у Крагујевцу, на територији града Крагујевца, подигнута је 2003. године, припада Епархији шумадијској Српске православне цркве.